# 格拉西奥萨岛 (加那利群岛)
格拉西奥萨岛（西班牙語：La Graciosa，發音：[la ɣɾaˈθjosa]，西班牙语中意为“优美”），是西班牙加那利群岛中的一个火山岛，位于兰萨罗特岛以北两公里处。该岛是奇尼霍群岛及奇尼霍群岛自然公园（Parque Natural del Archipiélago Chinijo）的一部分。该岛由特吉塞市镇管辖。2018年格拉西奥萨岛被正式认定为加那利群岛中的第八个岛屿。岛上的仅有的两个定居点为东南部的卡莱塔-德塞沃和夏季定居点佩德罗巴尔瓦。

## 地理
格拉西奥萨岛的海岸线上有沙滩。岛的中部及北部是山丘，南部和东部则是高低不平的小坡。岛上的最高点海拔为266米。该岛非常干燥及贫瘠，地表上大部分是灌木丛及干土。

## 人类活动
格拉西奥萨岛的重要产业是旅游业和渔业。岛上没有铺设沥青的路面。岛上也没有饮用水源，所以岛上居民必须从别处取水。自来水来自兰萨罗特岛上海水处理厂，并通过海底管道传输到此岛。岛上所需的电源也来自兰萨罗特岛。岛上的房屋也如同兰萨罗特岛的房屋，低矮并用石灰涂成白色。

## 图集

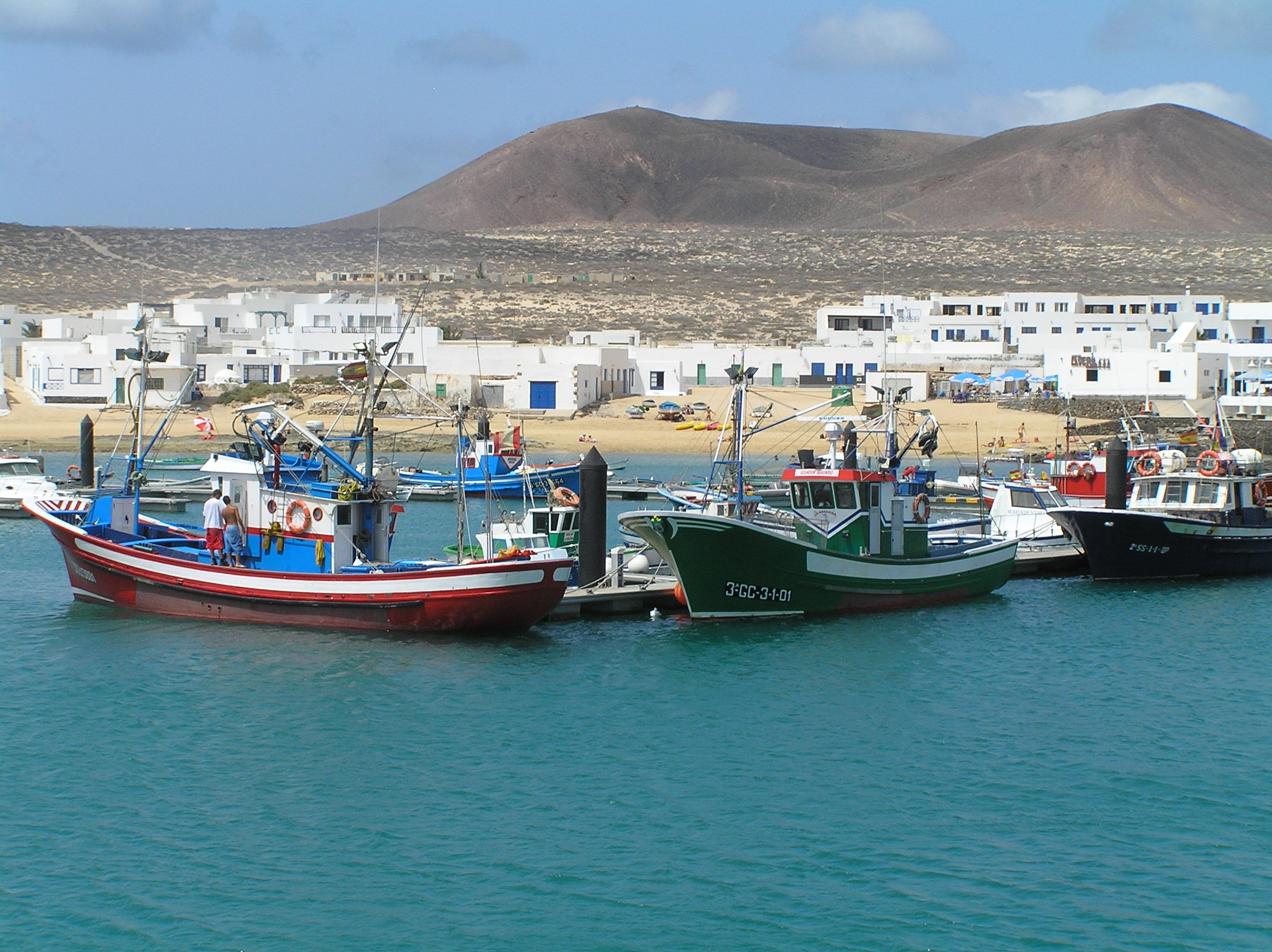
卡莱塔-德塞沃
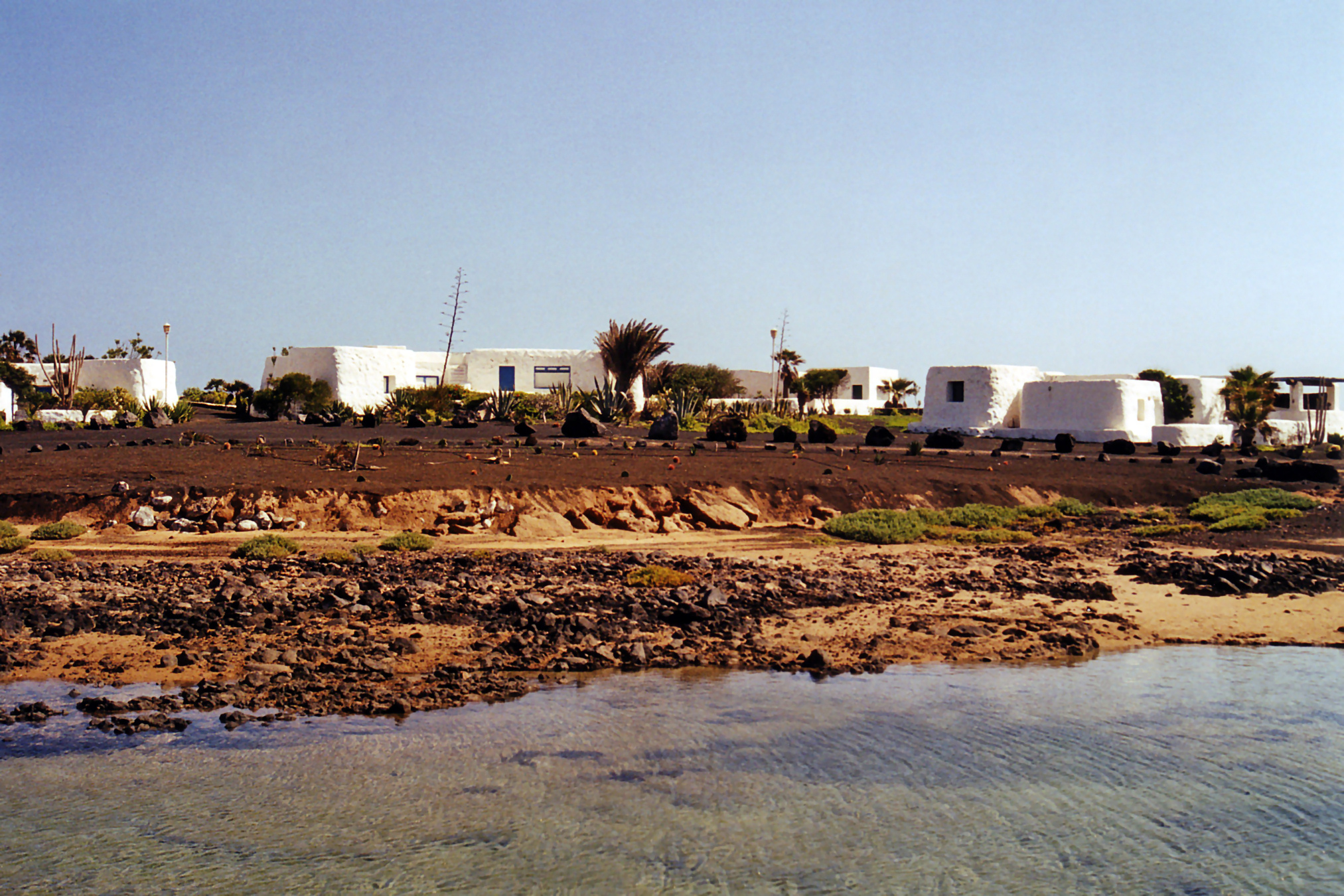
佩德罗巴尔瓦
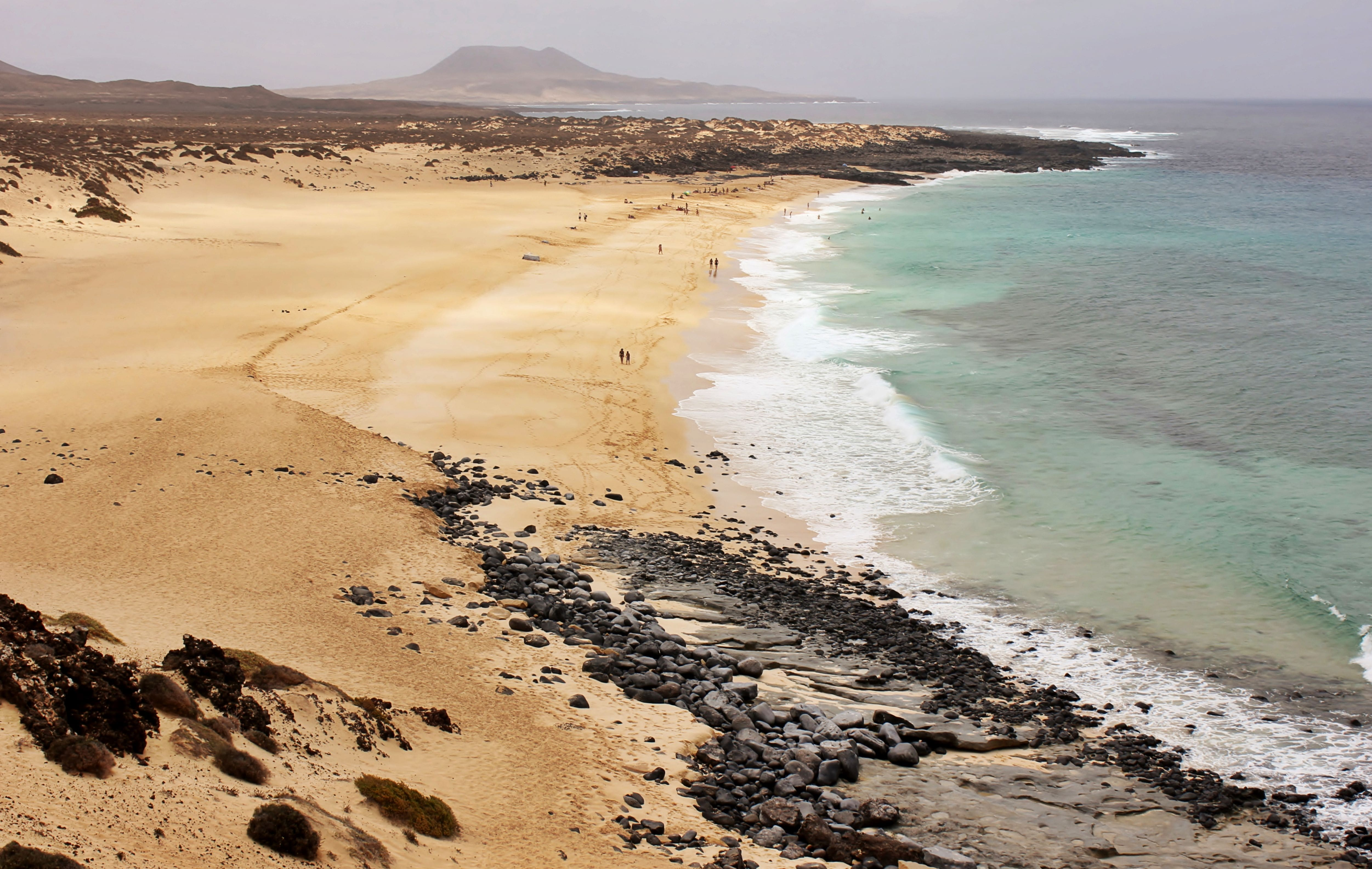
岛上的沙滩